# Roubanina
Roubanina (en allemand : Raubanin) est une commune du district de Blansko, dans la région de Moravie-du-Sud, en République tchèque. Sa population s'élevait à 129 habitants en 2020.

## Géographie
Roubanina se trouve à 17 km au sud-sud-ouest de Moravská Třebová, à 29 km au nord-nord-ouest de Blansko, à 47 km au nord de Brno et à 164 km à l'est-sud-est de Prague.
La commune est limitée par Slatina au nord, par Velké Opatovice à l'est et au sud-est, et par Horní Smržov au sud et à l'ouest.

## Histoire
La première mention écrite de la localité date de 1356.